# Emberiség elleni bűncselekmények
Az emberiség ellen elkövetett bűncselekmények büntetése viszonylag új keletű szabályozás: a második világháború után kezdődött. Hazánkban ennek két alapja van: a nemzetközi jogon alapuló szerződéses kötelezettségvállalások és az Alkotmánybíróság 53/1993. sz. határozata, mely szerint ezen a területen a magyar büntetőjog jogforrási rendszerének a része a nemzetközi szokásjog. A Büntető Törvénykönyv ezeket a bűncselekményeket a XI. fejezetben helyezte el két cím alatt: Béke elleni és háborús bűncselekmények.

## Béke elleni bűncselekmények
Ebbe a körbe tartoznak azok a bűncselekmények, amelyek a békét, a népek szabadságát, a nemzeti, népi, faji vagy vallási csoportok létét és elnyomásmentes élethez való jogát veszélyezteti.
- Agresszió
- Háborús uszítás
- Tiltott toborzás
- Népirtás
- Apartheid

## Háborús bűncselekmények
Mivel évezredes „hagyomány” volt a háborús időben a szemben álló felek közti kegyetlenkedés, szükséges volt ezt valamiképpen szabályozni. Hazánkban legelőször az 1913. évi XLIII. törvény tartalmazott ilyen irányú rendelkezéseket. A második világháborúban tapasztaltak miatt azonban nemzetközi téren is szükségessé vált egy átfogó szabályozás. Ennek eredményei az 1949-es genfi egyezmények, amelyeket a magyar jogrend az 1954. évi 32. törvénnyel iktatott be. Az egyezménycsomag négy esetkört tartalmazott: A hadra kelt fegyveres erők sebesültjeinek és betegeinek helyzetének javítása; a tengeri haderők sebesültjeinek, betegei és hajótöröttjei helyzetének javítása; a hadifoglyokkal való bánásmód; és a polgári lakosság háború idején való védelme.
Ennek megfelelően a hatályos Btk. a következő bűncselekményeket nevesíti:
- Polgári lakosság elleni erőszak
- Háborús fosztogatás
- Bűnös hadviselés
- Nemzetközi szerződés által tiltott fegyver alkalmazása
- Kulturális javak nemzetközi védelmének megsértése
- Harctéri fosztogatás
- Fegyverszünet megszegése
- Hadikövet elleni erőszak
- Visszaélés a Vöröskereszttel

Emellett egyéb háborús bűntettekről rendelkezik az 1945. évi VII. törvénnyel törvényerőre emelt, az 1440/1945. (V. 1.) ME rendelettel módosított és kiegészített 81/1945. (II. 5.) ME rendelet, melyek szintén büntetendők.

## Megkülönböztetése az emberiesség elleni bűntettől
Az emberiesség elleni bűntettről már az 1947. évi XVIII. törvény is említést tesz. Ennek ellenére, mivel a törvényt nemzetközi szinten szabályzó római statútumot 1998-ban Magyarország is elfogadta, így hazánkban is érvényes. A magyar törvényi szabályozás 2013-ban rögzítette a Btk-ban. Az emberiesség elleni bűntett kategóriájába tartozik többek közt a szándékos emberölés, kiirtás, rabszolgaságba taszítás, erőszakos elhurcolás, bebörtönzés, kínzás, erőszakos közösülés, csoport üldözése, apartheid stb. Megfelelőiket a Btk.-ban nagyjából az apartheid (155. §) béke elleni, és a polgári lakosság elleni erőszak (158. §) háborús bűncselekményei között találjuk. Az emberiesség elleni bűntettek tehát az emberiség elleni bűntettek részhalmazát képezik.